# خودکارآمدی
به گفتهٔ آلبرت باندورا، روانشناسی که خودش در ابتدا این مفهوم را به وجود آورد، خودکارآمدی قضاوتی شخصی از چگونگی انجام کارهایی است که تأثیرات آن‌ها به آینده مرتبط می‌شود.
روانشناسان خودکارآمدی را از زوایای مختلف مورد بررسی قرار داده‌اند. کتی کولب عبارت ذیل را به تعریف باندورا از خودکارآمدی اضافه می‌کند.
«باور به توانایی‌های ذاتی به معنی ارزش‌گذاری مجموعهٔ خاصی از نقاط قوت شناختی است. همچنان شامل عزم و پشتکار برای غلبه بر موانعی است که در مسیر استفاده از آن توانایی‌های ذاتی، برای رسیدن به اهداف، قرار می‌گیرند.»
خودکارآمدی، بر همهٔ زمینه‌های تلاش انسان اثر می‌گذارد. خودکارآمدی از طریق تعیین باورهایی که یک فرد در مورد قدرت خود بر تأثیرگذاری بر موقعیت‌ها دارد، بر قدرت واقعی فرد در هنگام مواجهه با چالش‌ها و انتخاب‌هایی که فرد انجام می‌دهد، تأثیر دارد.

## رویکردهای نظری

### نظریهٔ شناختی اجتماعی
روانشناس آلبرت باندورا، خودکارآمدی را به عنوان «باور شخص به موفقیت در یک موقعیت خاص یا انجام یک وظیفه دانسته است.» حس خودکارآمدی می‌تواند نقش مهمی در رسیدن به اهداف، انجام وظایف و فائق آمدن بر چالش‌ها داشته باشد. نظریهٔ خودکارآمدی بر مرکز نظریهٔ اجتماعی-شناختی باندورا تکیه دارد. نظریه‌ای که بر نقش یادگیری مشاهده‌ای و تجربیات اجتماعی در رشد شخصیت تأکید می‌کند. مفهوم اصلی در نظریهٔ اجتماعی-شناختی این است که کنش‌ها و واکنش‌های یک فرد، اعم از رفتارهای اجتماعی و فرایندهای شناختی، در تقریباً تمامی موقعیت‌ها از افعالی که وی در دیگران مشاهده کرده‌است تأثیر می‌پذیرد. از آن‌جایی که خودکارآمدی به وسیلهٔ تجربیات خارجی و خود ادراکی توسعه یافته‌است و بر خروجی بسیاری از اتفاقات تأثیر می‌گذارد؛ جنبهٔ مهمی از نظریهٔ شناختی-اجتماعی است. خودکارآمدی نمود درک فردی از عوامل اجتماعی بیرونی است. بر اساس نظریهٔ باندورا، افراد با خودکارآمدی بالا، یعنی افرادی که باور دارند می‌توانند به درستی عمل کنند، بیشتر وظایف سخت را به عنوان چیزی می‌شناسند که باید به آن مسلط شوند، نه اینکه از آن دوری کنند.

### نظریهٔ یادگیری اجتماعی
نظریه یادگیری اجتماعی کسب مهارتهایی را نشان می‌دهد که به‌طور انحصاری یا در درجه اول در یک گروه اجتماعی توسعه می‌یابد.
یادگیری اجتماعی به شکست یا موفقیت فرد در ارتباطات پویای بین فردی وابسته است و باعث تقویت مهارت‌های عاطفی و کاربردی فرد، مانند درک دقیق از خود و مقبولیت وی می‌شود. بر اساس این نظریه، افراد از طریق مشاهده، تقلید و مدل‌سازی، از یکدیگر یادمی‌گیرند. خودکارآمدی، نمایان‌گر درک یک فرد از آنچه می‌تواند در یک گروه ارائه می‌باشد.

### نظریهٔ خودپنداره
نظریهٔ خودپنداره، در پی این است که توضیح دهد چگونه افراد موجودیت خود را به وسیلهٔ سرنخ‌هایی که از منابع خارجی دریافت می‌کنند، درک و ترجمه می‌کنند. تمرکز این نظریه بر چگونگی سازماندهی این گمانه‌زنی‌ها و چگونگی فعالیت آن‌ها در زندگی است. موفقیت‌ها و شکست‌ها ارتباط تنگاتنگی با نحوهٔ دید افراد به خودشان و ارتباطشان با دیگران دارند. این نظریه، خودپنداره را چیزی قابل یادگیری (نه مادرزادی)؛ سازماندهی‌شده (بر اساس هر فرد) و پویا (به معنای قابل تغییر بودن و به ثبات نرسیدن در اثر افزایش سن) تعریف می‌کند.

### نظریهٔ انتساب
نظریهٔ انتساب بر چگونگی ارتباط دادن وقایع توسط افراد تمرکز دارد. نظریهٔ انتساب سه عنصر را به عنوان دلیل اصلی تعریف می‌کند:
- کانون کنترل محل علت پیدا شده برای واقعه است. اگر این کانون داخلی باشد، حس عزت نفس و خودکارآمدی در اثر موفقیت افزایش میابد و به تبع این احساسات در اثر شکست کاهش پیدا می‌کنند.
- ثبات توضیح‌دهندهٔ این است که دلیلی که یافت شده، در اثر زمان، پویا است یا ایستا. این مورد ارتباط نزدیکی با توقعات و اهداف فرد دارد. به آن معنا که هنگامی که افراد امکان شکست خود را به عوامل پایداری نظیر سختی یک کار ربط می‌دهند، در نتیجه خودشان نیز توقع دارند که در کار فوق ناکام بمانند.
- کنترل‌پذیری مشخص‌کنندهٔ این است که آیا فرد به‌طور جدی احساس می‌کند در کنترل دلیل یافت شده‌است یا خیر. شکست در کاری که فرد فکر می‌کند نمی‌تواند آن را کنترل کند، می‌تواند به احساس حقارت، شرم یا خشم منجر شود.[۱۱]

## چگونه بر عملکرد انسان تأثیر می‌گذارد؟

### انتخاب‌های مرتبط با رفتار
افراد معمولاً از فعالیت‌هایی که نسبت به آن‌ها خودکارآمدی پایینی دارند اجتناب کرده اما در عوض از وظایفی که در آن‌ها خودکارآمدی بالایی دارند، استقبال می‌کند. هنگامی که خودکارآمدی به میزان قابل توجهی فراتر از توانایی واقعی است، منجر به دست بالا گرفتن نادرست توانایی برای انجام آن کار می‌شود. از طرف دیگر، هنگامی که خودکارآمدی بسیار پایین‌تر از توانایی واقعی باشد، باعث توقف رشد و ارتقا مهارت‌ها می‌شود. تحقیقات نشان می‌دهد که خودکارآمدی بهینه اندکی بالاتر از میزان توانایی واقعی است؛ در این حالت افراد بیشتر به مواجهه با کارهای چالش‌برانگیز و به دست آوردن تجربه اشتیاق دارند. خودکارآمدی از ابعاد مختلفی نظیر: بزرگی، قدرت و عمومیت به وجود آمده‌است و به وسیلهٔ این‌ها توضیح دهد که یک فرد در مورد انجام یک کار خاص چه عقیده‌ای دربارهٔ خودش دارد.

### انگیزه
خودکارآمدی بالا می‌تواند بر انگیزه، اثر مثبت یا منفی بگذارد. به‌طور کلی، احتمال بیشتری وجود دارد که افراد با خودکارآمدی بالا برای به پایان رساندن و ادامه دادن کارها بیشتر از افراد با خودکارآمدی پایین تلاش کنند. هرچه انتظارات مربوط به خودکارآمدی یا تسلط بیشتر باشد، تلاشها فعال تر می‌شوند. هرچه خودکارآمدی یا انتظار فرد از میزان تسلطش به امور بیشتر باشد، بیشتر نیز تلاش خواهد کرد. هرچند، افراد با خودکارآمدی پایین هنگامی که با کاری مواجه می‌شوند که فردی با خودکارآمدی بالا برای انجام آن وجود ندارد، انگیزه می‌گیرند که بیشتر در مورد آن موضوع ناآشنا یاد بگیرند.
یکی از اثرات منفی خودکارآمدی پایین احساس درماندگی آموخته‌شده است. درماندگی آموخته‌شده، توسط مارتین سلیگمن در آزمایش شوک دادن به حیوانات، مورد مطالعه قرار گرفت. در این آزمایش، کشف شد که هنگامی که حیوانات در قفسی قرار می‌گرفتند که با حرکت کردن می‌توانستند از شوک‌های الکتریکی فرار کنند، اگر پیش از آن در قفسی بودند که با حرکت کردن، شوک‌ها قطع نمی‌شد، حیوانات در قفس جدید نیز حرکت نمی‌کردند. خودکارآمدی پایین، به این احساس می‌انجامد که هیچ تلاشی تأثیری بر موفقیت در کاری که به ما سپرده شده‌است، ندارد.

### عملکرد در کار
نظریهٔ خودکارآمدی، به خاطر کاربرد قابل توجه خود در محیط کار، توجه مدیران را به خود جلب کرده‌است.
به‌طور کلی، خودکارآمدی به‌طور مستقیم و به شدت به عملکرد در فعالیت‌های شغلی ارتباط دارد. این رابطه، به میزان پیچیدگی کار نیز بستگی دارد.
برای کارهای پیچیده‌تر، رابطهٔ بین خودکارآمدی و عملکرد شغلی ضعیف‌تر از این رابطه در مسائل مربوط به کارهای راحت‌تر است.
پیامد این تحقیق این است که مدیران باید توضیحات دقیقی برای وظایف ارائه دهند و دستورالعمل‌های روشن و واضحی را آماده کنند. همچنین عناصر حمایتی برای موفقیت کارمندان نیز باید تهیه شود.

### پاسخ‌ها و الگوهای فکری
خودکارآمدی تأثیرات زیادی بر پاسخ‌ها و الگوهای فکری دارد:
- خودکارآمدی پایین می‌تواند باعث شود وظایف برای افراد، سخت‌تر از واقعیتشان به نظر برسند. این اتفاق معمولاً نتیجهٔ برنامه‌ریزی ضعیف و استرس زیاد است.
- افراد هنگام درگیری با وظایفی که در زمینهٔ آن‌ها خودکارآمدی پایین دارند، نامنظم و غیرقابل پیش‌بینی می‌شوند.
- افراد با خودکارآمدی بالا، برای تعیین بهترین برنامهٔ ممکن، نگاه گسترده‌تری به مسائل دارند.
- موانع اصولاً باعث می‌شوند افراد با خودکارآمدی بالا، تلاش بیشتر از خود نشان دهند، در حالی که در چنین شرایط افراد با خودکارآمدی پایین، بیشتر امکان دارد کار را رها کرده و دلسرد شوند.
- فردی با خودکارآمدی بالا، شکست را به عوامل خارجی نسبت می‌دهد، در حالی که افراد با خودکارآمدی پایین، توانایی‌های خود را سرزنش می‌کنند. برای مثال، فردی با خودکارآمدی بالا در حوزهٔ ریاضیات، نمرهٔ پایین یک امتحان را به بیش از حد معمول سخت بودن امتحان، مریضی، تلاش کم یا آماده‌سازی ضعیف نسبت می‌دهد. اما در همین مورد فردی با خودکارآمدی پایین نتیجهٔ امتحان را به ضعف توانایی خود در ریاضیات نسبت می‌دهد. (نظریه انتساب)

### رفتارهای بهداشتی
انتخاب‌های مرتبط به سلامتی و بهداشت، مانند مصرف سیگار، ورزش کردن، رژیم گرفتن، استفاده از کاندوم، بهداشت دهان و دندان، بستن کمربند و معاینهٔ سینه، به حس خودکارآمدی وابسته هستند. باورهای بسته به خودکارآمدی، شناخت‌هایی هستند که تعیین می‌کنند که میزان تلاش لازم برای تغییر در یک رفتار بهداشتی چقدر است و اثر آن تا چه مدت در مقابل موانع و شکست‌ها می‌ماند. خودکارآمدی بر هدفگذاری سلامتی و بهداشتی افراد تأثیر می‌گذارد (مثلاً «من تلاش می‌کنم که مصرف سیگار را کم کنم.» یا «من تلاش می‌کنم کاملاً سیگار را ترک کنم.») تعدادی از تحقیقات میزان اثربخشی خودکارآمدی را برای آغاز تغییرات رفتاری مورد مطالعه قرار داده‌اند. با خودکارآمدی بالا، افراد اطمینان بیشتر به توانایی‌هایشان دارند، در نتیجه احتمال انجام رفتارهای بهداشتی در آن‌ها بیشتر است. انجام بیشتر رفتارهای بهداشتی به افزایش سلامت فرد و ارتقا کیفیت زندگی وی می‌انجامد.

### رابطه با از دست دادن
باندورا نشان داد که تفاوت در خودکارآمدی، با تفاوت‌های اساسی در جهان‌بینی ارتباط دارد. افراد با خودکارآمدی بالا، باور دارند که زندگی آن‌ها در کنترلشان قرار دارد، باور دارند که کنش‌ها و تصمیمات آن‌هاست که زندگیشان را شکل می‌دهد. در حالیکه افراد با خودکارآمدی پایین، زندگی را چیزی خارج از کنترل خود می‌بینند. برای مثال، یک دانش‌آموز با خودکارآمدی بالا که در یک امتحان نتیجهٔ بدی می‌گیرد، احتمالاً شکست را به اینکه به اندازهٔ کافی درس نخوانده نسبت می‌دهد. اما دانش‌آموزی با خودکارآمدی پایین، اگر چنین نتیجه‌ای بگیرد، می‌پذیرد که امتحان برای او بیش از اندازه سخت یا چالش‌برانگیز بوده و او به آن موانع کنترلی نداشته.

### عوامل مؤثر بر خودکارآمدی
باندورا چهار عامل را که بر خودکارآمدی اثر می‌گذارد، شناسایی می‌کند:
1. تجربه یا «دستاورد فعال»: تجربهٔ تسلط یکی از مهم‌ترین عوامل بر تعیین خودکارآمدی فرد است. موفقیت، خودکارآمدی را افزایش می‌دهد. در حالیکه شکست، منجر به کاهش آن می‌شود. روانشناس اریک اریکسون می‌گوید: «کودکان را نمی‌توان با ستایش دروغین و تشویق الکی گول‌زد. آن‌ها ممکن است عزت نفس مصنوعی ناشی از چیز خوبی را در وجود خود بپذیرند، ولی آنچه من آن را «نفس افزوده» می‌نامم، تنها از شناخت تحسین واقعی قدرت می‌گیرد، یعنی تحسین به خاطر دستاوردی که در فرهنگ آن‌ها ارزشمند است.»
2. مدل‌سازی یا تجربهٔ هوشیار: «اگر دیگران می‌توانند انجامش دهند، من نیز به همان خوبی می‌توانم.» به این امر، مدل‌سازی گفته می‌شود. هنگامی که ما موفقیت فردی را می‌بینیم، خودکارآمدی ما افزایش می‌یابد و هنگامی که شکست افراد را می‌بینیم، خودکارآمدی ما کاهش پیدا می‌کند. این فرایند هنگامی واقعاً تأثیرگذار است که ما خود را شبیه به مدل خود ببینیم. البته که به اندازهٔ تجربهٔ مستقیم تأثیرگذار نیست، اما مدل‌سازی به‌طور ویژه برای افرادی مناسب است که از خودشان مطمئن نیستند.
3. ترغیب اجتماعی: ترغیب اجتماعی به‌طور کلی به تشویق مستقیم یا دلسردی توسط شخص دیگر گفته می‌شود. به‌طور کلی دلسردی، نسبت به تشویق تأثیر بیشتری در خودکارآمدی فرد دارد.
4. عوامل فیزیولوژیکی: در موقعیت‌های استرس‌زا، افراد عموماً علائم پریشانی مانند: لرزش، درد، خستگی، ترس، حالت تهوع و … از خود نشان می‌دهند. درک این واکنش‌ها در فرد، می‌توانند به‌طور قابل توجهی بر خودکارآمدی فرد تأثیر بگذارد. به عنوان مثال احساسی که به صورت «حس پرواز پروانه‌ها در شکم» تعریف می‌شود و بیشتر قبل از یک سخنرانی در مقابل عموم در افراد با خودکارآمدی پایین رخ می‌دهد، در ذهن فرد نشانه‌ای از عدم توانمندی است و به کاهش خودکارآمدی نیز می‌انجامد. در حالیکه خودکارآمدی بالا، باعث می‌شود اینگونه نشانه‌ها به نظر فرد طبیعی رسیده و نامرتبط به توانایی‌های او باشند. در واقع این خود پاسخ فیزیولوژیکی نیست که بر خودکارآمدی فرد تأثیر می‌گذارد، بلکه باور فرد نسبت به آن پاسخ است که عامل اثرگذار محسوب می‌شود.[۲۱]

## عوامل محیطی و ژنتیکی
در یک تحقیق نروژی بر روی دوقلوها، وراثت‌پذیری خودکارآمدی در بزرگسالی، حدود ۷۵٪ تخمین زده شد. ۲۵٪ باقیمانده، وابسته به تأثیرات محیطی غیرمشترک در اعضای خانواده بودند. محیط مشترک خانوادگی تأثیر خاصی بر خودکارآمدی نداشت.

## مدل‌های رفتاری نظری
یک مدل نظری از تأثیر خودکارآمدی بر رفتارهای ضدهنجار، بر روی کودکان مدرسه‌ای انجام شد و به تأیید رسید.

### رفتارهای جامعه‌پسند و دوری از اخلاقیات
رفتارهای جامعه‌پسند (مانند کمک به دیگران، اشتراک‌گذاری، مهربانی و مشارکت) و بی‌تفاوتی اخلاقی (مانند بهانه‌جویی برای رفتارهای بد، مسئولیت‌ناپذیری دربارهٔ نتایج و سرزنش کردن قربانی) با یکدیگر ارتباط عکس دارند. خودکارآمدی آکادمیک، اجتماعی و خودتنظیمی، رفتارهای جامعه‌پسند را تشویق می‌کنند و در نتیجه باعث جلوگیری از بی‌تفاوتی اخلاقی می‌شوند.

### حس بیش‌کارآمدی در یادگیری
در شرایط خاص، خودکارآمدی پایین می‌تواند کمک‌کننده باشد. یک تحقیق باور دانشجویان درس زبان خارجی را در مورد یادگیری، دستاورد هدف و انگیزهٔ ادامهٔ مطالعهٔ زبان، بررسی کرد. نتیجه اینکه حس بیش‌کارآمدی اثر منفی بر انگیزهٔ دانشجویان داشت و دانشجویانی که باور داشتند در آن زبان خوب هستند، انگیزهٔ کمتری برای درس خواندن داشتند.

### تغییر رفتارهای بهداشتی و سلامتی
الگوهای شناختی-اجتماعی از تغییرات رفتارهای بهداشتی، خودکارآمدی را به عنوان پیش‌بینی‌کننده، واسطه‌گر یا مجری معرفی می‌کنند. به عنوان پیش‌بینی‌کننده، خودکارآمدی قرار است شکل‌گیری اهداف رفتاری، تدوین برنامه‌های عملی و آغاز فعالیت‌ها را تسهیل بخشد. در جایگاه واسطه‌گر، خودکارآمدی می‌تواند به جلوگیری از بازگشت رفتار ناسالم کمک کند و به عنوان مجری نیز، خودکارآمدی می‌تواند اهداف را تبدیل به افعال کند.

## کاربردهای ممکن

### زمینه‌های دانشگاهی
احساس کارآمدی علمی فرزندان در نظر والدین، به دستاوردهای تحصیلی فرزندشان متصل است. اگر والدین درک بالاتری از توانمندی‌های فرزندشان داشته باشند، کودک نیز همین باور را در مورد خود خواهد داشت؛ در نتیجه باور آن‌ها به افزایش خودکارآمدی علمی فرزندشان و در پی آن افزایش دستاوردهای تحصیلی وی می‌انجامد. همچنین این امر، به انجام رفتارهای جامعه‌پسند توسط کودک انجامیده و آسیب‌پذیری در برابر افسردگی و احساس بیهودگی را کاهش می‌دهد. افسردگی و خودکارآمدی پایین کاملاً به هم مرتبط هستند.
در یک تحقیق، بیشتر دانشجویان مورد سؤال، احساس می‌کردند با گوش دادن در سر کلاس مشکل دارند. آزمایش‌کنندگان به آن‌ها کمک کردند تا مهارت‌های شنیداری خود را از طریق استفاده از استراتژی‌های مختلف ارتقا دهند. اینگونه، آن‌ها توانستند با پیدا کردن استراتژی‌های درست که برای آن‌ها مناسب بود، خودکارآمدی خود را افزایش دهند.

### علم، فناوری، مهندسی و ریاضیات
نظریهٔ خودکارآمدی، در حوزهٔ شغلی، برای یافتن چرایی حضور کمرنگ زنان در حیطه‌های تحت کنترل مردان در حوزه‌های علم، فناوری، مهندسی و ریاضیات به کار برده شده‌است. نتیجه این بود که تفاوت‌های جنسیتی در انتظارات نسبت به خودکارآمدی، اثر مهمی بر رفتارهای شغلی و انتخاب‌های کاری زنان جوان دارد. علاوه بر این، محققان گزارش داده‌اند که خودکارآمدی ریاضیات بیشتر از موفقیت‌های ریاضیات ، انتخاب رشته‌های مربوط به ریاضی و رشته‌های ریاضی از دستاوردهای گذشته در انتظارات ریاضی یا نتیجه است.
خودکارآمدی فنی، به عنوان عامل مهمی برای آموزش برنامه‌نویسی به دانش‌آموزان کشف شده بود، به این معنا که هرچه دانش‌آموز خودکارآمدی فنی بالاتری داشت، خروجی بهتری در این حوزه نیز می‌گرفت. اثر خودکارآمدی فنی، حتی از تأثیر جنسیت در این امر نیز بیشتر است.

### نوشتن
در تمرینات نوشتاری ارتباطی قوی بین حس خودکارآمدی با انگیزه و عملکرد افراد وجود دارد.

#### انگیزه
یکی از رایج‌ترین عوامل مرتبط با خودکارآمدی در تحقیقات کتبی، انگیزه است. انگیزه معمولاً به دو دستهٔ بیرونی و ذاتی تقسیم می‌شود. مک لود، انگیزاننده‌های درونی اثربخشی بیشتری دارند، زیرا دانش‌آموزان وظیفهٔ محول شده را ذاتاً باارزش علاوه بر آن، مک‌کارتی، میایر و ریندرر، معتقدند نویسندگانی که انگیزهٔ ذاتی دارند، بیشتر خود را جهت‌دهی می‌کنند، بر نوشته‌های خود کنترل بهتری دارند و توانایی بیشتری در تعیین و به دست آوردن اهداف دارند. به علاوه، تحقیقات نشان می‌دهد، خودکارآمدی بر انتخاب، تلاش، تداوم، استقامت، انتخاب‌ها، الگوهای فکری و واکنش‌های احساسی دانش‌آموزان، هنگام کامل کردن یک تحقیق کتبی تأثیر دارد. احتمال این که دانش‌آموزان به خودکارآمدی بالا، برای تکالیف کتبی ناآشنا بیشتر تلاش کنند و تداوم به خرج دهند، وجود دارد.

#### نتیجهٔ عملکردها
خودکارآمدی، غالباً به نتیجهٔ تکالیف نوشتنی دانش‌آموزان وابسته است. تقریباً بیش از هر عنصر دیگری، تکالیف نوشتنی، می‌توانند پیش‌بینی‌کنندهٔ خودکارآمدی فرد باشند. به منظور ارزیابی رابطهٔ بین خودکارآمدی و توانایی نویسندگی، تعداد زیادی تحقیق انجام شده‌است که باور خودکارآمدی دانش‌آموزان را بررسی می‌کنند و مقیاس‌هایی تعیین می‌کردند. نتیجهٔ این تحقیقات با نمونه‌های نویسندگی دانش‌آموزان مقایسه می‌شود. تحقیقات شامل متغیرهای دیگری نظیر: اضطراب نوشتن، نمرهٔ هدف، عمق پردازش و خروجی موردنظر نیز بودند. هرچند، خودکارآمدی تنها متغیری بود که به‌طور قابل توجهی، پیش‌بینی درستی در مورد عملکرد افراد در نوشتن داشت.

#### سخنرانی در جمع
ارتباط عکس شدیدی بین سطوح اضطراب ناشی از سخنرانی و خودکارآمدی یافت شده‌است.

#### مراقبت‌های بهداشتی
همان‌طور که تمرکز مراقبت‌های بهداشتی از الگوی پزشکی به سمت ارتقا سلامت و مراقبت‌های بهداشتی پیش‌گیرانه حرکت می‌کند، نقش خودکارآمدی، به عنوان عامل اثرگذاری مهمی بر رفتارهای بهداشتی و خودمراقبتی تحت بررسی قرار گرفته‌است. به گفتهٔ لوسچینسکا و شوارتز، خودکارآمدی نقش مهمی در تأثیرگذاری بر سازگاری، آغاز و به حفظ رفتارهای بهداشتی و همچنین مهار کردن رویه‌های ناسالم را دارد.
ارائه‌دهندگان خدمات بهداشتی، یادگیری خودکارآمدی را در آموزش‌های بیماران بگنجانند. یک روش، آماده کردن مثال‌هایی از افرادی است که بر روی رفتاری مرتبط با ارتقا سلامت کار می‌کنند. سپس با بیمار همکاری می‌کنند تا باور به توانایی تغییر خود را تقویت کنند. علاوه بر این، هنگامی که پرستاران، بعد از ترخیص بیماران جویای حال آن‌ها شدند، متوجه شدند که افراد با بیماری انسداد مزمن ریه، خودکارآمدیشان در زمینهٔ کنترل مشکلات تنفسی افزایش پیدا کرده بود.

#### دیگر زمینه‌ها
خودکارآمدی در کنار کانون کنترل، روان‌رنجوری و عزت نفس، به عنوان یکی از چهار عامل اصلی خودارزشیابی، ارزیابی اساسی فرد از خود، برشمرده می‌شود. خودارزشیابی می‌تواند میزان رضایت شغلی و عملکرد فرد در کارش را پیش‌بینی کند.
محققان همچنان خودکارآمدی در زمینهٔ ارتباطی کار و زندگی را نیز مورد مطالعه قرار داده‌اند. در سال ۲۰۱۶ تعریفی برای اندازه‌گیری خودکارآمدی برای تنظیم کار و زندگی ارائه شد که عبارت بود از: «باوری که فرد نسبت به توانایی خود در به دست آوردن تعادل بین مسئولیت‌های شغلی و غیر شغلی خود و تداوم در سازگاری با چالش‌های مرتبط با مسائل کاری و غیر کاری خود دارد.» به‌طور خاص، خودکارآمدی جهت تنظیم کار و زندگی، به توضیح ارتباط بین غنی‌سازی کار و خانواده، تعادل کار و زندگی، رضایت شغلی و رضایت خانوادگی کمک شایانی کرد.

## زیردسته‌بندی
در حالیکه خودکارآمدی، گاهی به خودی خود به وسیلهٔ مقیاس خودکارآمدی اندازه‌گیری می‌شود، اما قابل اندازه‌گیری در موقعیت‌های کاربردی خاص هم هست.
خودکارآمدی اجتماعی، با متغیرهای مخصوص تعریف و اندازه‌گیری شده‌است. به گفتهٔ اسمیت و بتز، «خودکارآمدی اجتماعی، اطمینان یک فرد به توانایی مشارکت وی در وظایف متقابل اجتماعی لازم، برای شروع و حفظ روابط میان‌فردی است.» آن‌ها خودکارآمدی اجتماعی را به وسیلهٔ دستگاه خود به نام «مقیاس درک خودکارآمدی اجتماعی» اندازه گرفتند که ۶ دامنه را مورد اندازه‌گیری قرار می‌داد:
1. دوست‌یابی
2. دنبال کردن روابط عاشقانه
3. خوداظهاری اجتماعی
4. عملکرد در موقعیت‌های عمومی
5. گروه‌ها و مهمانی‌ها
6. کمک‌خواهی و کمک‌رسانی[۴۸]

اخیراً پیشنهاد شده‌است که خودکارآمدی اجتماعی می‌تواند از نظر شناختی (اطمینان به دانستن آنچه باید در موقعیت‌های اجتماعی انجام داد) و رفتاری (اطمینان به عملکرد خود در موقعیت‌های اجتماعی) عملیاتی شود.
ماتسوشیما و شیومی، خودکارآمدی را از طریق تمرکز بر اعتماد به نفس درمورد مهارت‌های اجتماعی در روابط فردی، اعتماد به دوستان و مورد اعتماد بودن توسط آن‌ها اندازه‌گیری کردند.
محققان معتقدند که خودکارآمدی قویا با خجالتی بودن و اضطراب اجتماعی مرتبط است.
خودکارآمدی تحصیلی، مرتبط به این باور است که فرد می‌تواند وظایف تحصیلی خود را با موفقیت به پایان برساند. به‌طور مثال می‌تواند به اهداف کلاس درس برسد، با رضایت تکالیفش را انجام دهد، نمرهٔ قابل قبول بگیرد و توانایی‌های لازم برای ادامهٔ آن رشته را کسب کند. آزمایشان مختلف تجربی با هدف سنجش خودکارآمدی تحصیلی انجام شده‌است.
از دیگر زمینه‌های شناخته‌شدهٔ خودکارآمدی می‌توان به خودکارآمدی معلمان و خودکارآمدی فنی اشاره کرد.

## شفاف سازی و تمایز
خودکارآمدی در مقابل اثربخشی
برخلاف اثربخشی، که قدرت تولید یک اثر یا به عبارتی صلاحیت تولید آن است، خودکارآمدی به معنی باور بر این است که فرد قدرت تولید اثر در نتیجهٔ تمام کردن یک وظیفه را دارد. خودکارآمدی باور بر اثربخش بودن یک فرد است.

خودکارآمدی در مقابل عزت نفس
خودکارآمدی، درک یک فرد از توانایی‌اش برای رسیدن به یک هدف است؛ اما عزت نفس احساس ارزشمندی نسبت به خود است. برای مثال، فردی که سنگ‌نور افتضاحی است، به احتمال زیاد خودکارآمدی پایینی در حوزهٔ سنگ‌نوردی دارد، ولی این امر، در صورتی که فرد ارزش خود را مرتبط با سنگ‌نوردی نداند، تأثیری بر عزت نفس او نخواهد داشت. از طرف دیگر، فردی ممکن است اعتماد به نفس فوق‌العاده‌ای در زمینهٔ سنگ‌نوردی داشته باشد و اهداف بزرگی در این حوزه تبیین کرده باشد، اما دارای عزت نفس پایینی باشد. فردی که خودکارآمدی بالایی دارد، اما به‌طور کلی در سنگ‌نوردی ضعیف است، ممکن است اعتماد به نفس نابجایی داشته باشد یا باور داشته باشد که پیشرفت ممکن است.

خودکارآمدی در مقابل اعتماد به نفس
به گفتهٔ آلبرت باندورا «ساختار خودکارآمدی با اصطلاح محاوره‌ای اعتماد به نفس تفاوت دارد. اعتماد به نفس، یک عبارت غیردقیق است که به قدرت فرد در باور داشتن اشاره دارد، اما مشخص نمی‌کند که آن اطمینان در مورد چیست. مثلاً من می‌توانم بسیار مطمئن باشم که در تلاشی شکست خواهم خورد. خودکارآمدی به باور فرد نسبت به توانایی‌های سازنده‌اش اشاره می‌کند، که به وسیلهٔ آن‌ها فرد می‌تواند به سطح مشخصی از اهداف دست پیدا کند؛ بنابراین، باور خودکارآمدی، شامل تأیید سطوح توانایی و البته قدرت آن باور است.

خودکارآمدی در مقابل خودپنداره
خودکارآمدی دربردارندهٔ باورهای مرتبط با توانایی فردی برای انجام کارهای خاص است. خودپنداره، عمومی‌تر بررسی می‌شود و شامل ارزیابی شایستگی‌ها و احساسات مربوط به خودارزشمندی مرتبط با رفتارهای مورد سؤال می‌باشد. در یک موقعیت تحصیلی، اطمینان یک دانش‌آموز به خودش، برای نوشتن یک مقاله، خودکارآمدی محسوب می‌شود. اما خودپنداره، چگونگی تأثیر سطح هوش دانش‌آموز بر باورهای او دربارهٔ ارزشمندی‌اش به عنوان یک انسان است.

خودکارآمدی به عنوان بخشی از خودارزیابی‌های اصلی
تیموتی جاج و همکارانش در سال ۲۰۰۲، استدلال کردند که مفاهیم کانون کنترل، روان‌رنجوری، خودکارآمدی عمومی (متفاوت از تئوری خودکارآمدی باندورا) و عزت نفس بسیار به یکدیگر مرتبط اند، به طوری که در واقع جنبه‌های یک ساختار مهم‌تر به نام خودارزیابی‌های اصلی هستند.